# Agustín Sandona
Agustín Sandona (Santa Fe, Argentina; 1 de mayo de 1993) es un futbolista argentino. Juega como marcador central, aunque también puede desempeñarse como lateral por derecha, y su primer equipo fue Unión de Santa Fe. Actualmente milita en Birkirkara FC de la Premier League de Malta.

## Trayectoria
Nacido en Santa Fe, Agustín Sandona comenzó en la Escuelita de Fútbol de Unión, realizó todas las divisiones inferiores en el club y en 2011 fue promovido al plantel de Reserva.
A mediados de 2012 el técnico Frank Darío Kudelka lo lleva a la pretemporada con el plantel profesional, pero luego no tuvo chances y siguió jugando en Reserva. Debió esperar hasta 2014 para hacer su debut con la camiseta de Unión: el 30 de abril, en el empate 0-0 y posterior derrota por penales ante Juventud Unida de San Luis por Copa Argentina, sumó sus primeros minutos ingresando a los 19 del ST en reemplazo de Emanuel Brítez. Una vez finalizada la temporada, fue uno de los cinco juveniles que firmaron su primer contrato.
Jugó también en Patronato de Paraná, Blooming de Bolivia, San Martín de Tucumán, Brown de Puerto Madryn, San Telmo y Douglas Haig de Pergamino.

## Clubes
- Actualizado al 30 de abril de 2025

| Club                     | Div.                | Temporada           | Liga | Liga | Copa Nacional | Copa Nacional | Copa Internacional | Copa Internacional | Total | Total |
| Club                     | Div.                | Temporada           | PJ   | G    | PJ            | G             | PJ                 | G                  | PJ    | G     |
| ------------------------ | ------------------- | ------------------- | ---- | ---- | ------------- | ------------- | ------------------ | ------------------ | ----- | ----- |
| Unión Argentina          |                     |                     |      |      |               |               |                    |                    |       |       |
| 2.ª                      | 2013/14             | 0                   | 0    | 1    | 0             | -             | -                  | 1                  | 0     |       |
| 2.ª                      | 2014                | 1                   | 0    | -    | -             | -             | -                  | 1                  | 0     |       |
| 1.ª                      | 2015                | 3                   | 0    | 0    | 0             | -             | -                  | 3                  | 0     |       |
| 1.ª                      | 2016                | 5                   | 0    | 0    | 0             | -             | -                  | 5                  | 0     |       |
| 1.ª                      | 2016/17             | 13                  | 0    | 0    | 0             | -             | -                  | 13                 | 0     |       |
| Total                    | Total               | 22                  | 0    | 1    | 0             | -             | -                  | 23                 | 0     |       |
| Patronato Argentina      |                     |                     |      |      |               |               |                    |                    |       |       |
| 1.ª                      | 2017/18             | 10                  | 0    | 0    | 0             | -             | -                  | 10                 | 0     |       |
| 1.ª                      | 2018/19             | 11                  | 1    | 0    | 0             | -             | -                  | 11                 | 1     |       |
| Total                    | Total               | 21                  | 1    | 0    | 0             | -             | -                  | 21                 | 1     |       |
| Blooming · Bolivia       |                     |                     |      |      |               |               |                    |                    |       |       |
| 1.ª                      | 2019                | 23                  | 2    | -    | -             | -             | -                  | 23                 | 2     |       |
| Total                    | Total               | 23                  | 2    | -    | -             | -             | -                  | 23                 | 2     |       |
| San Martín (T) Argentina |                     |                     |      |      |               |               |                    |                    |       |       |
| 2.ª                      | 2020                | 2                   | 0    | -    | -             | -             | -                  | 2                  | 0     |       |
| 2.ª                      | 2021                | 8                   | 0    | 0    | 0             | -             | -                  | 8                  | 0     |       |
| Total                    | Total               | 10                  | 0    | 0    | 0             | -             | -                  | 10                 | 0     |       |
| Brown (PM) Argentina     |                     |                     |      |      |               |               |                    |                    |       |       |
| 2.ª                      | 2022                | 26                  | 1    | -    | -             | -             | -                  | 26                 | 1     |       |
| Total                    | Total               | 26                  | 1    | -    | -             | -             | -                  | 26                 | 1     |       |
| San Telmo Argentina      |                     |                     |      |      |               |               |                    |                    |       |       |
| 2.ª                      | 2023                | 30                  | 0    | -    | -             | -             | -                  | 30                 | 0     |       |
| Total                    | Total               | 30                  | 0    | -    | -             | -             | -                  | 30                 | 0     |       |
| Douglas Haig Argentina   |                     |                     |      |      |               |               |                    |                    |       |       |
| 3.ª                      | 2024                | 16                  | 2    | 1    | 0             | -             | -                  | 17                 | 2     |       |
| Total                    | Total               | 16                  | 2    | 1    | 0             | -             | -                  | 17                 | 2     |       |
| Birkirkara FC Malta      |                     |                     |      |      |               |               |                    |                    |       |       |
| 1.ª                      | 2024/25             | 27                  | 2    | 3    | 1             | -             | -                  | 30                 | 3     |       |
| Total                    | Total               | 27                  | 2    | 3    | 1             | -             | -                  | 30                 | 3     |       |
| Total en su carrera      | Total en su carrera | Total en su carrera | 175  | 8    | 5             | 1             | -                  | -                  | 180   | 9     |

## Palmarés
| Título                     | Club              | País      | Año  |
| -------------------------- | ----------------- | --------- | ---- |
| Ascenso a Primera División | Unión de Santa Fe | Argentina | 2014 |